# Gonactinia prolifera
Gonactinia prolifera is een zeeanemonensoort uit de familie Gonactiniidae. Gonactinia prolifera werd in 1835 voor het eerst wetenschappelijk beschreven door Michael Sars. Het is de enige soort in het monotypische geslacht Gonactinia en wordt aan weerszijden van de noordelijke Atlantische Oceaan gevonden.

## Beschrijving
Gonactinia prolifera is een zeer kleine anemoon, tot 5 mm hoog inclusief tentakels. De zuil is slank, met iets afgeplatte, aanhangende basis. Ongeveer 16 grote (omvangrijke) niet-intrekbare tentakels. Kleur is witachtig of roze, zeer doorschijnend. Net als Protanthea simplex is het een zeer actieve soort. Hij kan zwemmen door met zijn tentakels te slaan of over het substraat te 'lopen', waarbij hij afwisselend zijn voet en tentakels gebruikt.
Deze zeeanemoon kan zich herhaaldelijk delen door transversale deling, een ongewoon gedrag dat ook voorkomt bij Anthopleura stellula. Op de kolom begint een rudimentaire ring van tentakels te groeien, waarna de bovenste en onderste regionen zich uit elkaar trekken. Onder het bovenste deel groeit een nieuwe pedaalschijf en op het onderste deel een nieuwe mondschijf met tentakels. Soms verschijnen de eerste tekenen van de volgende transversale deling nog voordat de vorige is voltooid en de oppervlakken zijn genezen.

## Verspreiding
Gonactinia prolifera is bekend van beide zijden van de noordelijke Atlantische Oceaan, inclusief Maine en Noordwest-Europa, van de Middellandse Zee en de zuidelijke Grote Oceaan, inclusief de kusten van Nieuw-Zeeland en Chili. Zijn natuurlijke leefgebied is op rotsen, maar hij wordt ook gevonden op schelpen van weekdieren en grote algenbladeren, van de vooroever tot een diepte van ongeveer 100 meter.